# فيلانوفا دي سو
بلدية بيلانوبا دي ساو (بالكاتالانية: Vilanova de Sau) هي إحدى بلديات مقاطعة برشلونة، والتي تقع في منطقة كاتالونيا، شرق إسبانيا.
يبلغ عدد سكانها 329 نسمة وفقاً لإحصائية سنة (2007).